# Jörg Schwedes
Jörg Schwedes (* 26. Februar 1938 in Berlin; † 21. August 2018 in Braunschweig) war ein deutscher Verfahrenstechniker und von 1976 bis 2005 Professor für Verfahrenstechnik am Institut für Mechanische Verfahrenstechnik der TU Braunschweig. Von 1982 bis 1984 Vizepräsident der TU Braunschweig und von 1989 bis 1991 Dekan der Fakultät für Maschinenbau.

## Leben und Wirken
Jörg Schwedes studierte Verfahrenstechnik, promovierte 1971 an der Technischen Hochschule Karlsruhe (KIT) bei Hans Rumpf mit der Dissertation Scherverhalten leicht verdichteter kohäsiver Schüttgüter und war einer der ersten Rumpf-Schüler auf dem Gebiet der Mechanischen Verfahrenstechnik. Er war der erste Forscher in Deutschland, der sich wissenschaftlich mit den Fließeigenschaften von Schüttgütern beschäftigt hat, wobei er ein Jenike-Schergerät sowie ein selbst entwickeltes Einfach-Schergerät eingesetzt hat. Sehr bekannt wurde Jörg Schwedes in Deutschland durch sein noch während der Promotion publiziertes Buch über die Fließeigenschaften von Schüttgütern und über das Vorgehen zur Auslegung von Silos zur Vermeidung von Fließproblemen auf Basis wissenschaftlicher Erkenntnisse. Nach seiner Promotion im Jahr 1971 arbeitete er einige Jahre bei der Bayer AG im Bereich der Forschung und Entwicklung und transferierte das Wissen zur verfahrenstechnischen Siloauslegung in die chemische Industrie, bevor er 1976 als Professor für Mechanische Verfahrenstechnik an die TU Braunschweig wechselte.
Fast 30 Jahre lang leitete Jörg Schwedes das Institut für Mechanische Verfahrenstechnik und setzte dabei seine Forschung im Bereich der Schüttguttechnik, insbesondere der Messung der Fließeigenschaften, mit neuartigen Schergeräten wie der Zweiaxialbox und der Auslegung von Silos fort. Zudem baute er das Forschungsgebiet der Zerkleinerung auf und aus, beispielsweise der Trockenmahlung in Schwingmühlen, insbesondere aber der nassen Feinstzerkleinerung mit Rührwerkskugelmühlen. Neben seinen wissenschaftlichen Arbeiten lag die praxisorientierte Anwendung im Rahmen seiner Lehre einen großen Platz ein. Die industrielle Beratungstätigkeit führte dann auch zur Gründung des Ingenieurbüros Schwedes + Schulze Schüttguttechnik, das heute ein führendes Ingenieurbüro auf dem Gebiet der Schüttguttechnik in Europa ist. So trug er aus der Perspektive der Schüttgutmechanik zum von Peter Martens 1988 edierten Silo-Handbuch bei. Zudem führte er jährlich einen Hochschulkurs zur Siloauslegung für Industriemitarbeiter durch.
Jörg Schwedes war aber nicht nur sehr aktiv in der Forschung, sondern ihm lagen auch die Lehre, wofür er mehrfach ausgezeichnet wurde, und die universitäre Selbstverwaltung sehr am Herzen. Unter anderem war er von 1982 bis 1984 Vize-Präsident der Universität und von 1989 bis 1991 Dekan der Fakultät Maschinenbau. Ein sehr wichtiger Beitrag für die Universität war sein großes Engagement für den Aufbau eines europäischen Studierenden-Austauschprogramms European Credit Transfer System (ECTS), bei dem die gegenseitige Anerkennung von Studienleistungen erarbeitet und etabliert wurde. Diese Pionierarbeit mit ausgesuchten Universitäten in Europa war die Grundlage für das heutige Erasmus-Austauschprogramm, an dem nahezu alle europäischen Universitäten teilnehmen.
Außerhalb der Universität hinterließ Jörg Schwedes einen nachhaltigen Eindruck in der deutschen, europäischen und internationalen Wissenschafts-Community. Unter anderem leitete er lange Jahre den deutschen Fachausschuss Agglomerations- und Schüttguttechnik der VDI-Gesellschaft Verfahrenstechnik und Chemieingenieurwesen (GVC) und war ein zentrales Mitglied der gleichnamigen europäischen Arbeitsgruppe. In diesem Kontext hat er sich vor und nach der Wiedervereinigung sehr für einen Austausch mit den ostdeutschen und osteuropäischen Fachkollegen engagiert. Wichtige wissenschaftliche Erfolge waren auch die Einrichtung des DFG-Schwerpunktprogramms zur Erzeugung, Klassierung, Abscheidung und dem Messen von feinsten Partikeln, welches die deutschen Arbeitsgruppen der Mechanischen Verfahrenstechnik deutlich näher zusammengebracht hat. An der TU Braunschweig leitete er zudem eine Forschergruppe im Bereich disperser Systeme in biotechnologischen Prozessen. Diese starke Verbindung von Biotechnologie und Verfahrenstechnik ist weiterhin an der TU Braunschweig sehr aktiv.
Während seiner wissenschaftlichen Karriere veröffentlichte er mehr als 500 Artikel und war eingeladener Redner auf zahlreichen Konferenzen. Er betreute mehr als 50 Doktoranden und unzählige Diplomstudierende, die heute in führenden Positionen der Industrie und Wissenschaft tätig sind.
Als Nachfolger von Schwedes wurde Arno Kwade 2005 berufen, der seitdem das in Institut für Partikeltechnik umbenannte ehemalige Institut für Mechanische Verfahrenstechnik (iPat) der TU Braunschweig leitet.

## Veröffentlichungen
- Fließverhalten von Schüttgütern in Bunkern. Verlag Chemie, Weinheim 1968.
- Mit Norbert Stehr: Verfahrenstechnische Untersuchung an einer Rührwerkskugelmühle. In: Aufbereitungstechnik, Band 24, 1983, Heft 10, S. 597–604.
- Einfluß der Wandreibung auf die Dimensionierung von Bunkern – Verfahrenstechnische und statische Gesichtspunkte. In: Chemie Ingenieur Technik, Band 56, 1984, Heft 4, S. 291–298.
- Untersuchung geometrischer Einflußgrößen bei der Naßzerkleinerung in Rührwerkskugelmühlen – Möglichkeiten des Scale-up. GVT-Bericht 1985-7, Köln/Düsseldorf.
- Mit Harald Wilms: Fließeigenschaften von Schüttgütern. In: Farbe und Lack, Band 93, 1987, Heft 3, S. 201–206.
- Mit Dietmar Schulze: Beispiele zeitgemäßer Silodimensionierung. In: Zement, Kalk, Gips, Band 44, 1991, Heft 10, S. 497–503.
- Mit Arno Kwade, Dietmar Schulze: Auslegung von Silos: Unmittelbare Messung des Horizontallastverhältnisses. In: Beton- und Stahlbetonbau, Band 89, 1994, Heft 3, S. 58–63 u. S. 117–119.
- Mit Hermann Feise: Modelling of Pressures and Flow in Silos. In: Chemical engineering & technology, Vol. 18, 1995, No. 2, S. 96–109.
- Mit Hermann Feise: Calculation of Silo Stresses and Feeder Loads by Hypoplastic Material Model. In: Bulk solids handling, Vol. 16, 1996, No. 4, S. 537–542.
- Mit Arno Kwade, Lutz Blecher: Beanspruchungsintensität und Bewegung der Mahlkörper in Rührwerkkugelmühlen. In: Chemie Ingenieur Technik, Band 69, 1997, Heft 6, S. 836–839.
- Henning H. Stender, Arno Kwade: Die Zentrifugenmühle – eine neue Bauart der Rührwerkskugelmühle. In: Aufbereitungstechnik, Band 43, 2002, Heft 8, S. 32–42.
- Schüttgutverfahrenstechnik. In: Chemie Ingenieur Technik, Band 75, 2003, Heft 10, S. 1446–1451.
- Mit Dietmar Schulze: Lagern von Schüttgütern. In: Heinrich Schubert (Hrsg.): Handbuch der Verfahrenstechnik, Band 2. Wiley-VCH, Weinheim 2003, ISBN 3-527-30577-7, S. 1137–1253.